# Заполь, Александр
Александр За́поль (Семён Ханин; род. 1 сентября 1970) — латвийский русский поэт и переводчик.
Изучал русскую филологию в Тартуском и Латвийском государственном университетах.
Публикует стихи (под псевдонимом Семён Ханин) в журналах «Волга», «Воздух», «TextOnly», антологиях «Девять измерений» и «Освобождённый Улисс». В 2003 году выпустил первую книгу стихов. В 1999 году выступил одним из создателей текст-группы «Орбита».
Переводил на русский язык и публиковал в российских и латвийских изданиях стихи таких латышских поэтов, как Карлис Вердиньш, Эдуардс Айварс, Эдвинс Раупс, Петерис Драгунс, Янис Элсбергс, Марис Салейс, Мартс Пуятс. Переводил также с английского языка стихи Евгения Осташевского.
В 2011 году составил антологию «Латышская/русская поэзия», включавшую стихи немецких и латышских поэтов Латвии, написанные на русском языке в 1640—2010 гг., — книга вызвала интерес рецензентов в Латвии и России, филолог Лазарь Флейшман охарактеризовал её как «новаторское исследование Александра Заполя, существенно расширяющее и углубляющее наше представление о латышской литературе, её месте в европейской культуре и отношениях с русской поэзией».